# OMソーラー
OMソーラー株式会社（オーエムソーラー株式会社）は、太陽熱利用システムのOMソーラーをはじめ、自然エネルギー利用技術を研究開発し、会員工務店を通じて住宅、学校、保育園、福祉施設などへ提供する事業を行う企業。

## 沿革
- 1987年 - 株式会社OMソーラー協会（現OMソーラー株式会社）設立。
- 2008年 - 株式会社OMソーラー協会とOM住宅建設基金株式会社が合併し、OMソーラー株式会社へ社名変更。
- 2009年 - OM計画株式会社とOMソーラー株式会社が合併。
- 2022年 - 第三者割当増資により、ハイアス・アンド・カンパニーの子会社となる[1][2]。
- 2024年 - ハイアス・アンド・カンパニーとの資本関係を解消。

## 成り立ち
奥村昭雄（東京藝術大学名誉教授）の「熱と空気をデザインする」という思想のもと、熱と空気をコントロールして室内に快適な環境をつくりだす研究よりスタートする。
1979年には、OMソーラーの技術の基礎ともいえる「空気集熱式ソーラーシステム」をもつ住宅が設計された。
その後も、奥村を中心とした研究会がもたれ、1987年にOMソーラーが誕生した。
なお、「OMソーラー」の「OM」は、「おもしろい、もったいない」の意味である。

## サービス
OMソーラー
太陽熱を屋根で集めて利用する。集熱しているときは常に新鮮な外気を取り込むため、室内換気の役割も果たす。暖房・給湯・換気の機能を持つ。
冬は、集めた温かい空気を床暖房に利用し建物全体を暖め、春から秋は、その熱を利用してお湯を作り、残った熱は屋外に排気する。夏の夜間は涼しい外気を取り込み、昼は暑い外気をそのまま室内に取り込まず、床下を経由させることで冷熱を利用し、外気温より低温の空気を室内に送る。
利点の一方、国土交通省補助事業の木造長期優良住宅の総合的検証委員会の報告書では、OMソーラーの家はシロアリにとって基礎土間下の居心地が良くなるため、シロアリ被害のひどさが報告されている。
OMクワトロソーラー
太陽熱と太陽光を利用し、暖房・発電・給湯・換気の4つの機能を持つ。
OMスマートネット
OMソーラーの家の省エネ・創エネ状況を「見える化」する情報サービス。

## OM総合保証株式会社
OMソーラーの家の完成保証の実施と、既存のOMの家のメンテナンス体制を整えることを目的に、会員工務店の相互扶助組織であるOM共済会として創立された。2009年6月に、OM総合保証株式会社を設立し、同事業を移行。